# Bahía de Bizkaia Electricidad
Bahía de Bizkaia Electricidad (BBE) es una central termoeléctrica de ciclo combinado situada en el término municipal de Ciérvana, en Vizcaya, País Vasco (España). Su combustible es el gas natural, que procede directamente de las instalaciones contiguas de Bahía de Bizkaia Gas. Cuenta con una potencia instalada de 800 MWe. Es propiedad de las empresas BP (75 %) y EVE (25 %).

## Características
La central se encuentra ubicada en el Superpuerto de Bilbao, en los terrenos excavados en Punta Lucero para su ampliación, protegida por el espigón del Abra, y corresponde a uno de los proyectos energéticos más importantes de la historia del País Vasco. Su construcción fue llevada a cabo por parte de la UTE Baia, integrada por Babcock & Wilcox, Idom y Abengoa, y finalizó en agosto de 2003, suponiendo una inversión de 260 millones de €. Ocupa una superficie de aproximadamente 5 hectáreas.
La parte productora consta de dos turbinas de gas General Electric MS 209FA y una turbina de vapor General Electric D11.
- Potencia Nominal: 800 MWe
- Potencia Neta: 778,7 MWe
- Rendimiento Global: 55,66 %

## Propiedad
La central de Bahía de Bizkaia Electricidad está participada por:
- BP 75 %
- EVE 25 %

En julio de 2009, Iberdrola alcanzó un acuerdo para vender su parte de Bahía de Bizkaia Gas al grupo Deutsche Bank, aunque mantiene su participación en la planta eléctrica. En octubre de 2013 Repsol, que controlaba el 25 % de la propiedad desde la construcción de la central, vendió su participación a BP. En julio de 2014 Iberdrola vende también su participación a BP.

## Datos técnicos
La regasificadora Bahía de Bizkaia Gas, suministra todo el gas al ciclo combinado con una presión de 35 bares para quemarse en las dos turbinas de gas. La planta también tiene la posibilidad de quemar gasoil, aunque esta opción nunca ha sido utilizada.
La potencia producida por cada máquina sería la siguiente:
- Turbina de gas n.º 1: 254 000 kW (modelo MS 9001 FA de General Electric[3])
- Turbina de gas n.º 2: 254 000 kW (modelo MS 9001 FA de General Electric[3])
- Turbina de vapor: 281 823 kW

El consumo de los equipos auxiliares para el funcionamiento:
- Consumo de auxiliares: 12 213 kW

Los tres generadores producen la electricidad en 15,75 kV, la cual es elevada por los tres transformadores principales a 400 kV para ser volcada en la red. La altura de la chimenea es de 125 m. Su refrigeración se realiza mediante un circuito abierto de agua de mar.